# Sân bay Vadodara
Sân bay Vadodara hay Sân bay dân sự Harni (IATA: BDQ, ICAO: VABO) là một sân bay cách 8 km về phía đông nam của Vadodara, Gujarat, Ấn Độ. Sân bay này có một đường băng dài 2469 km bề mặt nhựa đường.

## Các hãng hàng không và các tuyến điểm
- Air India
  - do Indian Airlines cung ứng (Delhi, Mumbai)
- Jet Airways (Delhi, Mumbai)
- IndiGo Airlines (Bangalore, Chennai, Delhi, Mumbai)
- Kingfisher Airlines (Bangalore)
  - do Air Deccan cung ứng (Mumbai)